# TURNING POINT (奥井雅美の曲)
『TURNING POINT』（ターニング・ポイント）は、奥井雅美の通算21作目のシングルである。

## 背景
- 「CUTIE」と同時発売となったシングルで[1]、「CUTIE」は8cmシングルなのに対し、本作はマキシシングルとなっている。
- 前作「OVER THE END」と同じくアニメーション以外のタイアップがついたシングル。
- 今作も、奥井が当時パーソナリティを務めていたラジオ番組のタイトルに使用された。
- ボーナス・トラックとして同時発売となったシングル「CUTIE」の北島健二が編曲した音源を収録している。

## 制作
- 「TURNING POINT」は、ギターにTOTOのスティーヴ・ルカサー、ベースにMR. BIGのビリー・シーンをそれぞれ迎えたロック色が強い楽曲である。後に奥井は自身のターニングポイントとなった作品として、1994年に発表した「REINCARNATION」と同時に挙げており[2]、当時洋楽ファンからは「アニソンとか歌ってる人に（ルカサーとビリーが）参加してるの？」という反応があったものの、奥井は「『世界のミュージシャンってすごいな』と感じられた良い機会でした」と語っている[2]。
- アルバム『NEEI』ではロサンゼルスで録音したL.A. versionで収録している。違いは、シングル版はドラムが打ち込みだが、アルバム版はジョシュア・イーガンの生ドラムである。

## 収録曲
| 全作詞: 奥井雅美。 |                                 |           |           |          |      |
| #                  | タイトル                        | 作詞      | 作曲      | 編曲     | 時間 |
| 1.                 | 「TURNING POINT」               | 奥井雅美  | 矢吹俊郎  | 矢吹俊郎 | 5:38 |
| 2.                 | 「CHAOS」                       | 奥井雅美  | 奥井雅美  | 佐藤秀樹 | 5:44 |
| 3.                 | 「TURNING POINT」(instrumental) | 奥井雅美  |           |          | 5:38 |
| 4.                 | 「CHAOS」(instrumental)         | 奥井雅美  |           |          | 5:44 |
| 5.                 | 「CUTIE」(Kenji Kitajima remix) | 奥井雅美  | 矢吹俊郎  | 北島健二 | 4:23 |
| 合計時間:          | 合計時間:                       | 合計時間: | 合計時間: | 27:07    |      |

## 参加ミュージシャン
| TURNING POINT - Synth-programming & keyboards & guitars : 矢吹俊郎 - Solo guitars : Steve Lukather - Bass : Billy Sheehan - Chorus : 奥井雅美, 副田研二 - Mix : 矢吹俊郎 | CHAOS - Synth-programming & keyboards & guitars : 佐藤秀樹, 矢吹俊郎 - Bass : 佐藤秀樹 - Guitars : 矢吹俊郎 - Solo guitars : 矢吹俊郎 - Chorus : 奥井雅美, 副田研二 - Mix : 矢吹俊郎 | CUTIE (Kenji Kitajima remix) - Synth-programming & keyboards & guitars : 矢吹俊郎 - Bass : Goddess YamaBenz - Guitars : 北島健二, 矢吹俊郎 - Solo guitars : 北島健二 - Chorus : 奥井雅美, 副田研二 - Remix : 北島健二 |

## メディアでの使用
| # | 曲名              | タイアップ                                                                         | 出典  |
| - | ----------------- | ---------------------------------------------------------------------------------- | ----- |
| 1 | 「TURNING POINT」 | フジテレビ系『東京すらんぐ〜東京ハードコア通信〜』2000年7月〜9月エンディングテーマ | [ 4 ] |